# 须花翠雀花
须花翠雀花（学名：Delphinium delavayi var. pogonanthum）为毛茛科翠雀属下的一个变种。

## 扩展阅读
- 維基物種上的相關：须花翠雀花